# Peter Deman
Erwin Deman, devenu Peter Deman dans les années 1960, né à Vienne (Autriche) le 30 avril 1921, de parents juifs hongrois vivant à Budapest, et mort à Rose Green, Chappel (Essex), le 22 novembre 1998, est un agent du service secret britannique Special Operations Executive pendant la Seconde Guerre mondiale.

## Biographie
Erwin Deman naît le 30 avril 1921 à Vienne (Autriche), de parents juifs hongrois vivant à Budapest.
Son père, officier dans la cavalerie dans l'armée austro-hongroise pendant la Première Guerre mondiale, passe plusieurs années en captivité au Royaume-Uni et en devient anglophile. Ses parents survivent l'occupation allemande et la déportation finale des Juifs hongrois menée par Adolf Eichmann - grâce à un certain Raoul Wallenberg.
Au début de la guerre, Erwin Deman, alors à Lisbonne, se rend en France pour s'engager dans le 22e Régiment de Marche des Volontaires Étrangers (22e RMVE). Ce régiment couvre la retraite de la masse de l'armée française sur la Somme en 1940, et Erwin Deman en compagnie de ses camarades fut capturé par les allemands. Il s'évade d'un camp en Allemagne, rentre en France clandestinement, et s'engage dans la Légion Étrangère qui l'envoie en Afrique du Nord. Au moment du débarquement des forces alliées, Erwin Deman, accompagné de 3 000 camarades, traverse les lignes — et après un certain temps se trouve recruté par la SOE, et transporté en Angleterre.
En 1943, Erwin Deman (alias « Paul ») crée le réseau VAR, actif sur la côte nord de la Bretagne et entretenant des liens réguliers avec les Cornouailles. Il évacue des aviateurs alliés vers l'Angleterre, d'abord à partir des  Côtes-du-Nord, dans les environs de Saint-Brieuc, puis dans le Finistère près de Guimaec. C'est le réseau VAR qui permet à François Mitterrand, alias Morland, chef du mouvement de résistance MNPRG de revenir en France en débarquant près de Plougasnou  (Finistère)  en février 1944. « Morland » revient de Londres où il a rencontré le général de Gaulle. Le réseau VAR est victime d'arrestations quelques semaines avant le débarquement allié.
Après la Seconde Guerre mondiale, Erwin Deman est négociant au Congo belge.
Dans les années 1960, Erwin Deman change son prénom Erwin en Peter, en hommage à son camarade B.-J. Harratt (alias Peter)
Peter Deman meurt à Rose Green, Chappel, Essex, le 22 novembre 1998.

## Sources
- Michael Richard Daniell Foot, Des Anglais dans la Résistance. Le Service Secret Britannique d'Action (SOE) en France 1940-1944, annot. Jean-Louis Crémieux-Brilhac, Tallandier, 2008,  (ISBN 978-2-84734-329-8) /  (EAN 9782847343298). Traduction en français par Rachel Bouyssou de (en) SOE in France. An account of the Work of the British Special Operations Executive in France, 1940-1944, London, Her Majesty's Stationery Office, 1966, 1968 ; Whitehall History Publishing, in association with Frank Cass, 2004. Ce livre présente la version officielle britannique de l’histoire du SOE en France.
- Article nécrologique par M. R. D. Foot, The Independent, Londres, 3 décembre 1998. texte
- Alain Lozac'h, Petit lexique de la deuxième guerre mondiale en Bretagne, Éditions Keltia Graphic, Spézet, 2005, pages 174 et 175..]
- Roger Huguen, Par les Nuits les plus longues, Saint-Brieuc, Les Presses bretonnes, 1976.